# Minimalisme

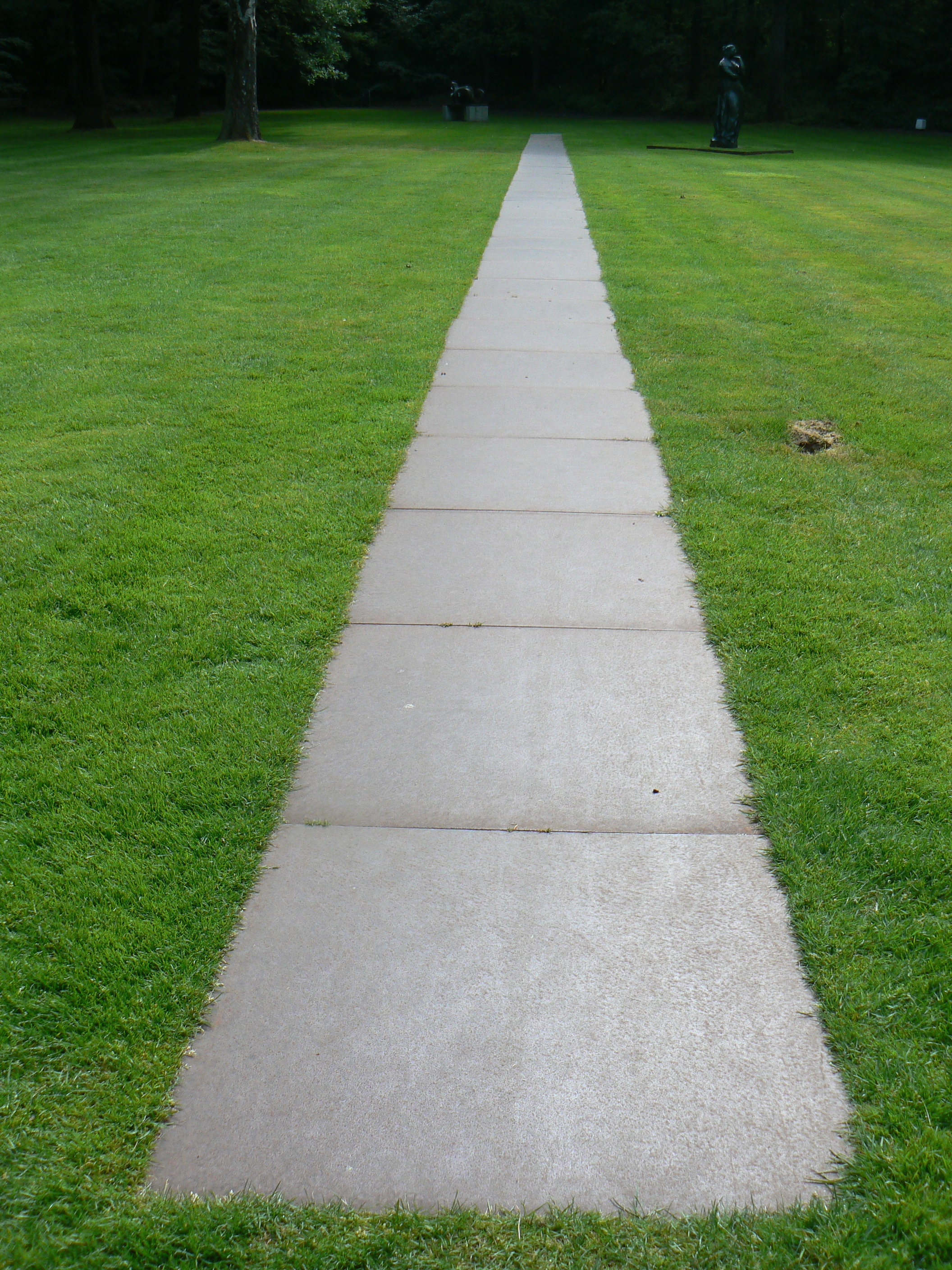
Obra de Carl Andre

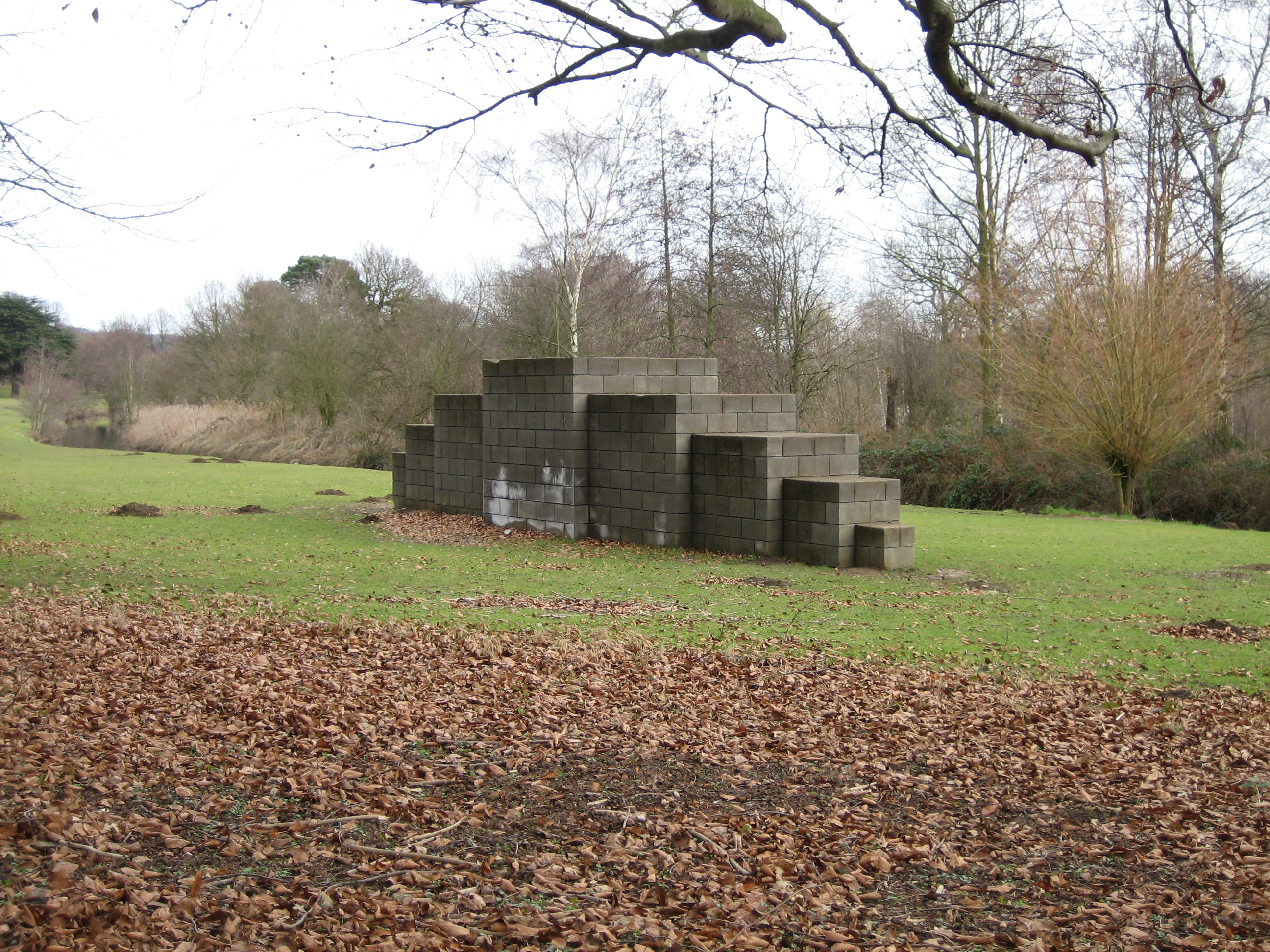
Obra de Sol LeWitt

Minimalisme o art minimalista (originalment en anglès minimal art) és una tendència artística originada als Estats Units durant la dècada de 1960.
El terme minimalisme ha evolucionat al llarg de l'últim mig segle i engloba un gran nombre de mitjans artístics. És la traducció de l'expressió anglesa Minimal art que va ser utilitzada per primera vegada el 1965 pel filòsof Richard Wollheim per referir-se a les obres d'art en què predominava la idea sobre la seva manufactura, les que estaven en la línia del readymade i de les obres de Marcel Duchamp o d'Ad Reinhardt, que és considerat un pioner de l'art minimalista. En rigor l'art minimalista o minimalisme, designa un moviment artístic nascut a la costa est dels Estats Units d'Amèrica, i especialment a la ciutat de Nova York en els anys 1960. Les seves principals figures - Donald Judd, Frank Stella, Robert Morris i Carl Andre - creen objectes que sovint es mouen entre els límits de la pintura i l'escultura, specific objects com van ser anomenats per Donald Judd.
Portant a l'extrem certs principis de la modernitat l'art minimalista vol donar als objectes artístics una absoluta autosuficiència, trencant amb tota idea de representació emfatitzant en l'anonimat de l'autor en la realització de l'obra que contrasta amb la forta expressivitat dels pintors de l'anterior generació de l'expressionisme abstracte, i intenten evitar associacions metafòriques, simbolismes i suggeriments espirituals transcendentals. Utilitza estructures i formes geomètriques elementals, sovint modulars i repetitives o elements lumínics com en el cas de Dan Flavin. L'èmfasi dels minimalistes a l'erradicació dels signes de l'autoria de l'obra va conduir, inevitablement, a la sensació que el significat de l'objecte no estava en ell mateix, sinó a la interacció de l'espectador amb l'objecte. Això va conduir a un renovat interès en l'espai físic que ocupava l'objecte com a part inseparable de l'obra d'art. L'obra minimalista arranca l'espectador d'un espai transcendental i el situa en l'aquí i ara de la percepció on l'apreciació dels objectes ve condicionada per les condicions ambientals. El minimalisme incorpora l'espai expositiu a la percepció de l'obra d'art, el que va esser vist pel crític Michael Fried com una teatralització de les pràctiques artístiques. La influència del minimalisme en el desenvolupament dels moviments artístics posteriors com l'art natura o l'art conceptual va ser determinant.

## Arts visuals i art literalista

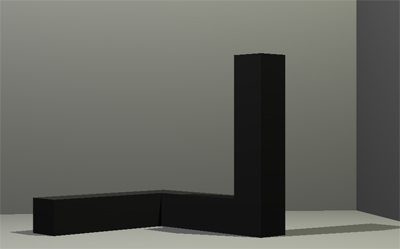
Tony Smith, Free Ride, 1962, 6'8 x 6'8 x 6'8

El minimalisme en les arts visuals, de vegades anomenat art minimalista, art literalista, i ABC Art, fa referència a un moviment específic d'artistes que va sorgir a Nova York a principis dels anys seixanta en resposta a l'expressionisme abstracte. Exemples d'artistes que treballen en pintura i que s'associen amb el minimalisme inclouen Nassos Daphnis, Frank Stella, Kenneth Noland, Al Held, Ellsworth Kelly, Robert Ryman i David Smith, Anthony Caro i altres. El minimalisme en pintura es pot caracteritzar per l'ús de la vora dura, les línies lineals, les formes simples i l'èmfasi en dues dimensions. Els artistes minimalistes americans van estar molt influenciats pels primers moviments abstractes europeus. Durant aquell temps, Nova York acollia exposicions d'artistes alemanys de la Bauhaus, constructivistes russos i artistes holandesos de De Stijl. L'abstracció radical va ser inventada per cadascun d'aquests grups, i van animar artistes com Robert Morris, Dan Flavin i Donald Judd a seguir noves trajectòries artístiques. Per tal de proporcionar al públic una reacció instantània i purament visual, aquests artistes van intentar produir art que no tingués referències a res més que a si mateix. Per tal d'exposar els components objectius i visuals de l'art, es van eliminar els components subjectius i gestuals. El minimalisme en escultura es pot caracteritzar per formes geomètriques molt simples, sovint fetes de materials industrials com el plàstic, el metall, l'alumini, el formigó i la fibra de vidre; aquests materials se solen deixar en cru o pintats d'un color sòlid.
El minimalisme va ser en part una reacció contra la subjectivitat pictòrica de l'expressionisme abstracte que havia estat dominant a l’Escola de Nova York durant les dècades del 1940 i el 1950. Insatisfet amb les qualitats intuïtives i espontànies de la pintura d'acció i, en general, de l'expressionisme abstracte, el minimalisme com a moviment artístic afirmava que una obra d'art no havia de referir-se a res més que a si mateixa i havia d'ometre qualsevol associació extravisual.
L'obra de Donald Judd es va exposar el 1964 a la Green Gallery de Manhattan, igual que les primeres obres de llum fluorescent de Flavin, mentre que altres galeries importants de Manhattan com la Leo Castelli Gallery i la Pace Gallery també van començar a exhibir artistes centrats en idees minimalistes.

### Minimalisme en les arts visuals en general
En un sentit més general, el minimalisme com a estratègia visual es pot trobar en les abstraccions geomètriques dels pintors associats amb el moviment Bauhaus, en les obres de Kazimir Malèvitx, Piet Mondrian i altres artistes associats amb el moviment De Stijl, el moviment constructivista rus i en l'obra de l'escultor romanès Constantin Brâncuși.
El minimalisme com a estratègia formal s'ha desplegat en les pintures de Barnett Newman, Ad Reinhardt, Josef Albers i en les obres d'artistes tan diversos com Pablo Picasso, Yayoi Kusama, Giorgio Morandi i |monocroms]] el 1949 i va fer la primera exposició privada d'aquesta obra el 1950, però la seva primera exposició pública va ser la publicació del llibre de l'artista Yves: Peintures el novembre de 1954.

### Literalisme

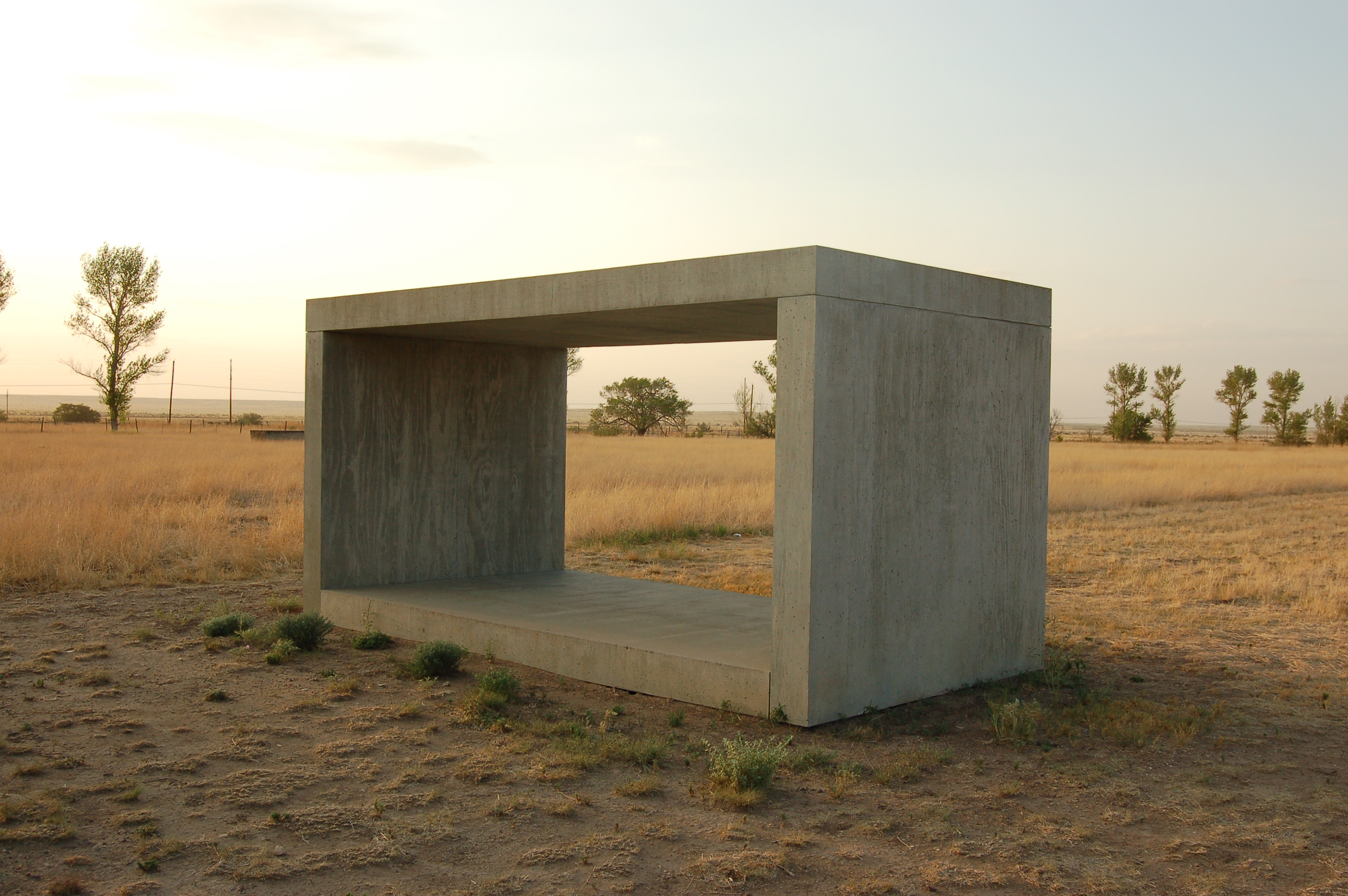
Sense títol de Donald Judd

Michael Fried va anomenar els artistes minimalistes literalistes i va utilitzar el literalisme com a pejoratiu a causa de la seva posició que l'art havia de proporcionar una experiència transcendental amb metàfores, simbolisme i estilització. Segons el punt de vista (controvertit) de Fried, l'art literalista necessita un espectador que el validi com a art: un objecte en una situació només esdevé art als ulls d'un observador. Per exemple, per a una escultura normal, la seva ubicació física és irrellevant, i el seu estatus com a obra d'art es manté fins i tot quan no es veu. Les peces de Donald Judd (vegeu la foto), en canvi, són només objectes asseguts al sol del desert que esperen que un visitant les descobreixi i les accepti com a art.

## Disseny, arquitectura i espais

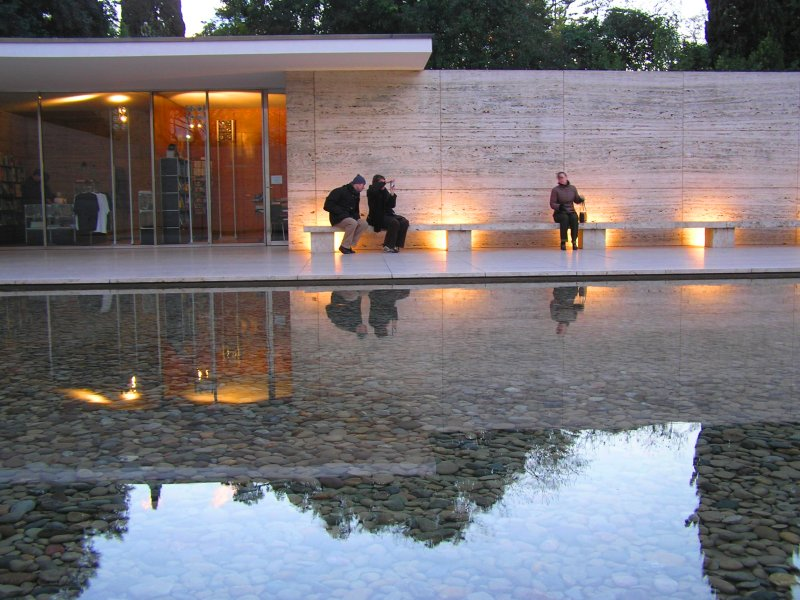
La reconstrucció del Pavelló Alemany de Ludwig Mies van der Rohe a Barcelona

El terme minimalisme també s'utilitza per descriure una tendència en disseny i arquitectura, en què el tema es redueix als seus elements necessaris. Els dissenyadors arquitectònics minimalistes se centren en l'ús eficaç de l'espai buit, els colors neutres i l'eliminació de la decoració, emfatitzant la materialitat, la tactilitat, la textura, el pes i la densitat. L'arquitectura minimalista es va popularitzar a finals dels anys vuitanta a Londres i Nova York, on arquitectes i dissenyadors de moda van treballar junts a les botigues per aconseguir la simplicitat, utilitzant elements blancs, il·luminació freda i espais amplis amb mobiliari mínim i pocs elements decoratius.
Les obres dels artistes de De Stijl són una referència important: De Stijl va ampliar les idees d'expressió organitzant meticulosament elements bàsics com ara línies i plans. El 1924, Truus Schröder-Schräder va encarregar The Rietveld Schroder House, un precursor del minimalisme. La casa emfatitza les seves lloses, bigues i pilars reflectint la filosofia de De Stijl sobre la relació entre forma i funció. Pel que fa al disseny de la llar, els dissenys minimalistes més atractius no són realment minimalistes perquè són més grans i utilitzen materials de construcció i acabats més cars.

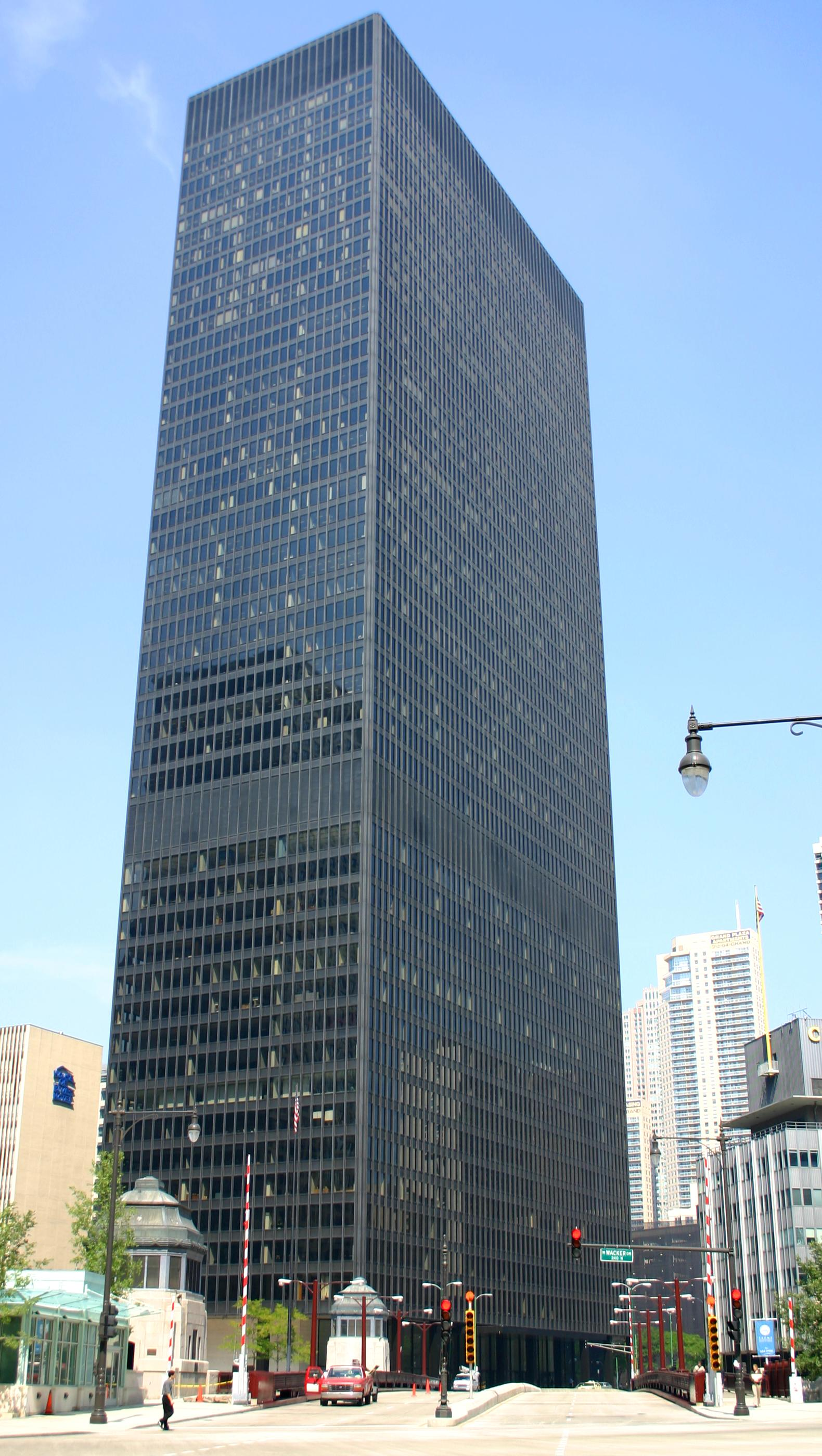
330 North Wabash a Chicago, un edifici minimalista de Ludwig Mies van der Rohe

El disseny minimalista ha estat molt influenciat pel disseny i l'arquitectura tradicionals japonesos. Hi ha observadors. que descriuen l'aparició del minimalisme com una resposta a la descarada i el caos de la vida urbana. Per exemple, l'arquitectura minimalista va començar a guanyar força al Japó dels anys vuitanta com a resultat de l'augment de la població del país i la ràpida expansió de les ciutats. El disseny es va considerar un antídot a la presència aclaparadora de trànsit, publicitat, escales d'edificis desordenades i carreteres imponents. L'entorn caòtic no només va ser impulsat per la urbanització, la industrialització i la tecnologia, sinó també per l'experiència japonesa de haver de demolir constantment estructures a causa de la destrucció causada per la Segona Guerra Mundial i els terratrèmols, incloses les calamitats que comporta, com ara els incendis. La filosofia del disseny minimalista no va arribar al Japó a través d'un altre país, ja que ja formava part de la cultura japonesa arrelada en la filosofia zen. Hi ha qui atribueix específicament el moviment del disseny a l'espiritualitat i la visió de la natura del Japó.
L'arquitecte Ludwig Mies van der Rohe (1886–1969) va adoptar el lema Menys és més per descriure la seva estètica. . La seva tàctica era organitzar els components necessaris d'un edifici per crear una impressió de simplicitat extrema: va utilitzar tots els elements i detalls per a múltiples finalitats visuals i funcionals; per exemple, dissenyar un terra que també servís de radiador o una xemeneia enorme que també allotgés el bany. El dissenyador Buckminster Fuller (1895–1983) va adoptar l'objectiu de l'enginyer de fer més amb menys, però les seves preocupacions estaven orientades cap a la tecnologia i l'enginyeria més que no pas cap a l'estètica.

### Conceptes i elements de disseny
El concepte de l'arquitectura minimalista és reduir-ho tot a la seva qualitat essencial i aconseguir la simplicitat. La idea no està completament exempta d'ornamentació, sinó que totes les parts, detalls i unions es consideren reduïts a un estat en què ningú pot treure res més per millorar el disseny.
Les consideracions per a les essències són la llum, la forma, el detall del material, l'espai, el lloc i la condició humana. Els arquitectes minimalistes no només consideren les qualitats físiques de l'edifici. Consideren la dimensió espiritual i l'invisible, escoltant la figura i prestant atenció als detalls, les persones, l'espai, la natura i els materials, creient que això revela la qualitat abstracta d'alguna cosa invisible i ajuda a la cerca de l'essència d'aquestes qualitats invisibles, com ara la llum natural, el cel, la terra i l'aire. A més, obren un diàleg amb l'entorn circumdant per decidir els materials més essencials per a la construcció i crear relacions entre edificis i llocs.
En l'arquitectura minimalista, els elements de disseny s'esforcen per transmetre el missatge de simplicitat. Les formes geomètriques bàsiques, els elements sense decoració, els materials simples i les repeticions d'estructures representen una sensació d'ordre i qualitat essencial. El moviment de la llum natural als edificis revela espais senzills i nets. A finals del segle xix, a mesura que el moviment d'arts i oficis es va popularitzar a Gran Bretanya, la gent va valorar l'actitud de veritat envers els materials respecte a les característiques profundes i innates dels materials. Els arquitectes minimalistes escolten humilment la figura, buscant l'essència i la simplicitat redescobrint les valuoses qualitats dels materials simples i comuns.

### Influències de la tradició japonesa

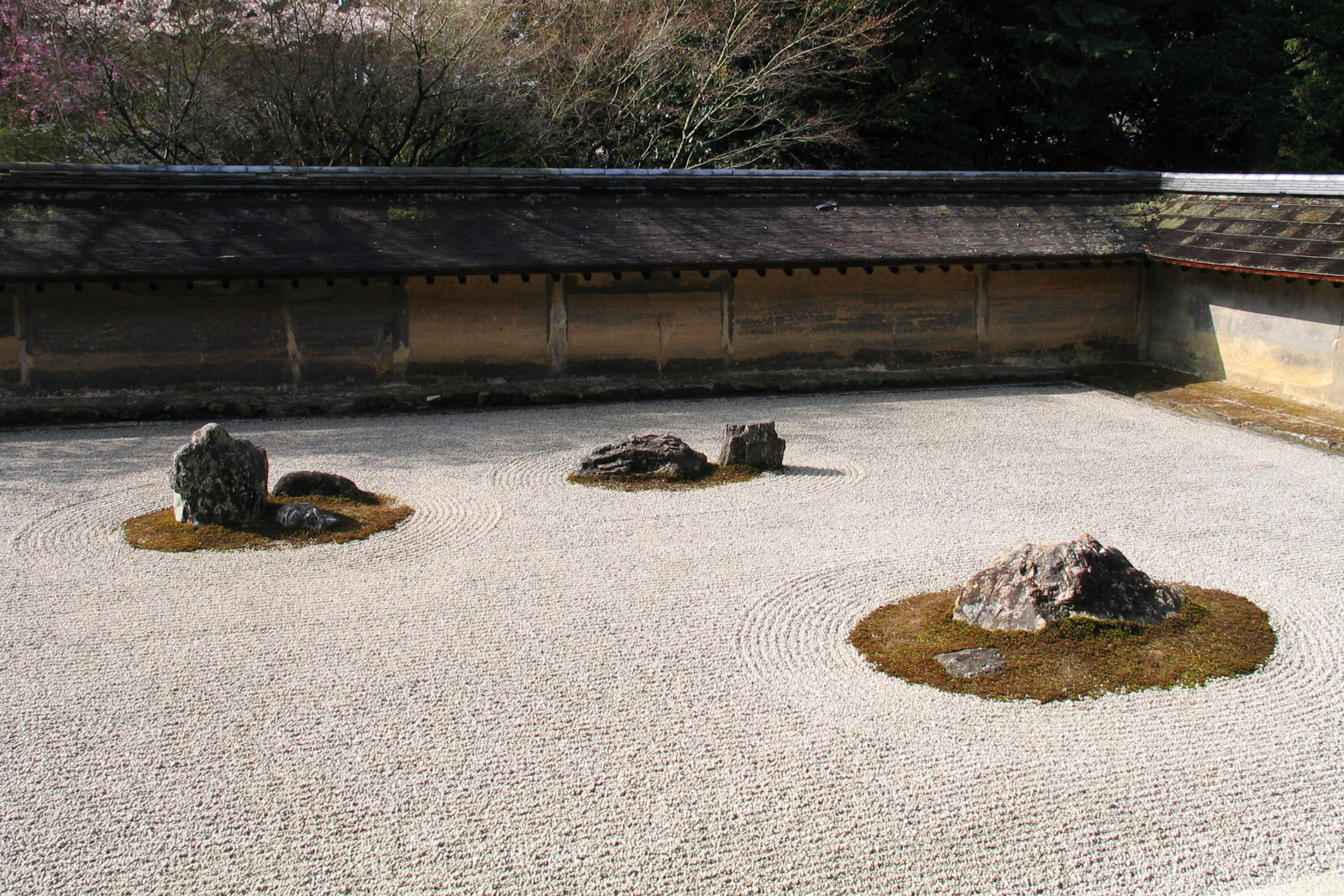
Jardí sec de Ryōan-ji. La paret d'argila, que està tacada per l'edat amb subtils tons marrons i taronges, reflecteix el wabi i el jardí de roques el sabi, reflectint junts la cosmovisió o estètica japonesa del wabi-sabi.

La idea de simplicitat apareix en moltes cultures, especialment en la cultura tradicional japonesa de la filosofia budista zen. Els japonesos manipulen la cultura zen en elements estètics i de disseny per als seus edificis. Aquesta idea d'arquitectura ha influït en la societat occidental, especialment a Amèrica des de mitjans del segle xviii. A més, va inspirar l'arquitectura minimalista del segle xix.
Els conceptes zen de simplicitat transmeten les idees de llibertat i essència de la vida. La simplicitat no és només un valor estètic, sinó que té una percepció moral que indaga en la naturalesa de la veritat i revela les qualitats internes i l'essència dels materials i els objectes. Per exemple, el jardí de sorra del temple Ryōan-ji demostra els conceptes de simplicitat i essencialitat a partir de la considerada col·locació d'unes poques pedres i un enorme espai buit.
El principi estètic japonès de Ma fa referència a l'espai buit o obert. Elimina totes les parets interiors innecessàries i obre l'espai. El buit de la disposició espacial ho redueix tot a la qualitat més essencial.
L'estètica japonesa del wabi-sabi valora la qualitat dels objectes simples i plans. Aprecia l'absència de característiques innecessàries, valora una vida en tranquil·litat i pretén revelar el caràcter innat dels materials. Per exemple, l'art floral japonès de ikebana té el principi central de deixar que la flor s'expressi. La gent talla les branques, les fulles i les flors de les plantes i només conserva la part essencial de la planta. Això transmet la idea de qualitat essencial i caràcter innat a la natura.

### Arquitectes minimalistes i les seves obres
L'arquitecte minimalista japonès Tadao Ando transmet l'esperit tradicional japonès i la seva pròpia percepció de la natura en les seves obres. Els seus conceptes de disseny són els materials, la geometria pura i la natura. Normalment utilitza formigó o fusta natural i formes estructurals bàsiques per aconseguir austeritat i raigs de llum a l'espai. També estableix un diàleg entre el lloc i la natura per crear relació i ordre amb els edificis. Les obres d'Ando i la traducció dels principis estètics japonesos tenen una gran influència en l'arquitectura japonesa.
Una altra arquitecta minimalista japonesa, Kazuyo Sejima, treballa pel seu compte i conjuntament amb Ryue Nishizawa, com a SANAA, produint edificis minimalistes japonesos icònics. Acreditada per la creació i influència d'un gènere particular de minimalisme japonès, Els dissenys delicats i intel·ligents de Sejima poden utilitzar el color blanc, seccions de construcció primes i elements transparents per crear el tipus d'edifici fenomenal que sovint s'associa amb el minimalisme. Les obres inclouen New Museum (2010) Nova York, Small House (2000) Tòquio i House surrounded By Plum Trees (2003) Tòquio.
Al Vitra Conference Pavilion, Weil am Rhein, 1993, els conceptes són unir les relacions entre l'edifici, el moviment humà, el lloc i la natura. Això és un punt principal de la ideologia del minimalisme que estableix un diàleg entre l'edifici i el lloc. L'edifici utilitza les formes simples del cercle i el rectangle per contrastar l'espai ple i buit de l'interior i la natura. Al vestíbul, hi ha una gran finestra paisatgística que dóna a l'exterior. Això aconsegueix la simplicitat i el silenci de l'arquitectura i realça la llum, el vent, el temps i la natura a l'espai.
John Pawson és un arquitecte minimalista britànic; els seus conceptes de disseny són l'ànima, la llum i l'ordre. Creu que, tot i reduir el desordre i simplificar l'interior fins a un punt que va més enllà de la idea de qualitat essencial, hi ha una sensació de claredat i riquesa de simplicitat en lloc de buit. Els materials del seu disseny revelen la percepció de l'espai, la superfície i el volum. A més, li agrada utilitzar materials naturals per la seva vitalitat, sensació de profunditat i qualitat individual. També se sent atret per les importants influències de la filosofia zen japonesa.
Calvin Klein Madison Avenue, Nova York, 1995–96, és una boutique que transmet les idees de moda de Calvin Klein. Els conceptes de disseny d'interiors de John Pawson per a aquest projecte són crear disposicions espacials senzilles, pacífiques i ordenades. Va utilitzar terres de pedra i parets blanques per aconseguir simplicitat i harmonia a l'espai. També emfatitza la reducció i elimina les distorsions visuals, com ara l'aire condicionat i les làmpades, per aconseguir una sensació de puresa a l'interior.
Alberto Campo Baeza és un arquitecte espanyol i descriu la seva obra com a arquitectura essencial. Valora els conceptes de llum, idea i espai. La llum és essencial i aconsegueix la relació entre els habitants i l'edifici. Les idees han de satisfer la funció i el context de l'espai, les formes i la construcció. L'espai es configura mitjançant formes geomètriques minimalistes per evitar una decoració que no sigui essencial. Tot i que tant el minimalisme minimalista com el contemporani emfatitzen la simplicitat, hi ha algunes diferències significatives. El minimalisme només emfatitza l'essencial i utilitza components simples i de grans dimensions en quantitats menors. El minimalisme modern, en canvi, utilitza peces més decoratives. Mentre que el minimalisme modern incorpora elements colorits i seductors que accentuen l'estètica moderna mantenint una combinació de colors neutres, els mobles minimalistes són necessaris i pràctics. Tot i que la simplicitat s'emfatitza ambdues formes, el minimalisme modern afegeix tendències i dóna als llocs un ambient més animat. És més fàcil diferenciar entre els dos tipus quan s'és conscient d'aquestes distincions.

## Literatura
El minimalisme literari es caracteritza per una economia amb les paraules i un enfocament en la descripció superficial. Els escriptors minimalistes eviten els adverbis i prefereixen permetre que el context dicti el significat. S'espera que els lectors participin activament en la creació de la història, que triïn bàndol basant-se en pistes i insinuacions obliqües, en lloc de reaccionar a les indicacions de l'escriptor.
L'arquitecte i teòric austríac Adolf Loos va publicar els seus primers escrits sobre minimalisme a Ornament and Crime.
Els precursors del minimalisme literari són els famosos novel·listes Stephen Crane i Ernest Hemingway.
Algunes novel·les policíaques de la dècada del 1940 d'escriptors com James M. Cain i Jim Thompson van adoptar un estil de prosa minimalista i pragmàtic amb un efecte considerable; algunes classifica aquest estil de prosa com a minimalisme.
Una altra tendència de minimalisme literari va sorgir en resposta a la tendència de la metaficció dels anys seixanta i principis dels setanta (John Barth, Robert Coover i William H. Gass). Aquests escriptors també eren escassos en prosa i mantenien una distància psicològica del seu tema. |la metaficció]] dels anys seixanta i principis dels setanta (John Barth, Robert Coover i William H. Gass). Aquests escriptors també eren escassos en prosa i mantenien una distància psicològica amb el seu tema.
Entre els escriptors minimalistes, o aquells que s'identifiquen amb el minimalisme durant certs períodes de les seves carreres d'escriptors, hi ha els següents: Raymond Carver, Ann Beattie, Bret Easton Ellis, Charles Bukowski, KJ Stevens, Amy Hempel, Bobbie Ann Mason, Tobias Wolff, Grace Paley, Sandra Cisneros, Mary Robison, Frederick Barthelme, Richard Ford, Patrick Holland, Cormac McCarthy, David Leavitt i Alicia Erian.
Poetes americans com William Carlos Williams, els primers Ezra Pound, Robert Creeley, Robert Grenier, Aram Saroyan, bpNichol i Geof Huth de vegades s'identifiquen amb el seu estil minimalista. Aram Saroyan, concretament, és famós pel seu poema d'una sola paraula lighght, que va ser seleccionat per a The American Literary Anthology i va rebre un premi en metàl·lic de 750 dòlars del National Endowment for the Arts, cosa que va provocar la indignació d'alguns polítics conservadors nord-americans, com ara Jesse Helms. bpNichol, un poeta canadenc, és famós per poemes minimalistes com ara st*r, em ty i groww. Aquests poemes minimalistes van ser recollits en una antologia de les obres de bpNichol, titulada The Alphabet Game, editada per Darren Werschler-Henry i Lori Emerson. Geof Huth també crea poesia minimalista, i potser és més conegut pel seu concepte de pwoermd, el terme que utilitza per descriure un poema compost per una sola paraula. Depenent de les característiques del poema, alguna poesia minimalista pot coincidir amb el que |el haiku]], que es va originar al Japó, però que ha estat domesticat a la literatura anglesa per poetes com Nick Virgilio, Raymond Roseliep i George Swede.
L'escriptor irlandès Samuel Beckett és conegut per les seves obres de teatre i prosa minimalistes, igual que l'escriptor noruec Jon Fosse.
Amb la gent del pont, de Dimitris Lyacos, que combina monòlegs el·líptics amb una narrativa en prosa simplificada, és un exemple contemporani de dramaturgia minimalista.
A la seva novel·la The Easy Chain, Evan Dara inclou una secció de 60 pàgines escrita a l'estil del minimalisme musical, inspirat en particular pel compositor Steve Reich. Amb la intenció de representar l'estat psicològic (agitació) del personatge principal de la novel·la, les línies successives de text de la secció es construeixen sobre frases repetitives i en desenvolupament.

## Escultura
- Carl Andre
- Donald Judd
- Sol LeWitt,
- Robert Morris
- Dan Flavin

## Pintura
- Robert Ryman
- Agnes Martin
- Robert Mangold
- Frank Stella

## Música
- Vegeu música minimalista